# TBC 날씨와 생활
《TBC 날씨와 생활》은 TBC의 대구·경북 지역의 날씨를 전해 드리는 텔레비전 프로그램이다.

## 진행자
- 1대 : 배효성 기상 캐스터
- 2대 : 조서연 기상 캐스터
- 3대 : 이채린 기상 캐스터
- 4대 : 배효성 기상 캐스터

## 코너
- 전국날씨, 대구·경북 지역 날씨
- 생활정보 플러스 원
- 주간날씨